# Носов, Евгений Иванович
Евге́ний Ива́нович Но́сов (15 января 1925 — 12 июня 2002, Курск) — русский и советский писатель, художник-оформитель. Герой Социалистического Труда (1990). Кавалер двух орденов Ленина (1984, 1990). Лауреат Государственной премии РСФСР им. М. Горького (1975). Член Союза писателей СССР, редколлегий журналов «Наш современник», «Подъём» и «Роман-газеты».

## Биография
Евгений Носов родился 15 января 1925 года в селе Толмачево под Курском. Шестнадцатилетним юношей пережил нацистскую оккупацию. Окончил восьмой класс и после Курского сражения (5 июля — 23 августа 1943 года) ушёл на фронт в артиллерийские войска, став наводчиком орудия, воевал в армии маршала К. К. Рокоссовского. Участвовал в операции «Багратион», в боях на Рогачёвском плацдарме за Днепром. Воевал в Польше.
В боях под Кёнигсбергом 8 февраля 1945 года был тяжело ранен и День Победы встречал в госпитале в Серпухове, о чём позже написал рассказ «Красное вино победы» (1962). Выйдя из госпиталя, получил пособие по инвалидности.
После войны окончил среднюю школу. Уехал в Казахстан, в город Талды-Курган, работал цинкографом, художником-оформителем и литературным сотрудником в газете «Семиреченская правда». Начал писать прозу.
В 1951 году Евгений Носов вернулся в Курск и стал трудиться в редакции газеты «Молодая гвардия», где последовательно заведовал отделами рабочей молодёжи, сельской молодёжи и комсомольской жизни. Окончил Высшие литературные курсы при Литературном институте имени А. М. Горького (1962). В 1980-х годах был членом редакционной коллегии журнала «Роман-газета». Избирался членом правления Союзов писателей СССР и России. Член Академии российской словесности (1996). За выдающиеся заслуги в развитии советской литературы и плодотворную общественную деятельность Евгению Ивановичу Носову в 1990 году было присвоено звание Героя Социалистического Труда.
Ранние повести и рассказы Носова посвящены труженикам села, русской природе. Книга «На рыбачьей тропе» — сборник рассказов, в которых картины природы соединяются с бытовыми зарисовками и раздумьями героев, живущих часто воспоминаниями о войне.
Ценитель природы, Носов был замечен в морозные дни за развешиванием призывов к людям покормить птиц. На могиле так и попросил написать: «Покормите птиц», что и было исполнено.
Е. И. Носов умер 12 июня 2002 года. Похоронен на Никитском кладбище в Курске.

## Семья
- Жена — Валентина Родионовна Ульянова (1924-2011)
- Сын — Евгений (1948), конструктор
- Дочь — Ирина (1954), инженер-конструктор[4] .

## Творчество
Евгения Носова можно отнести к представителям «деревенской прозы» и к не менее значимой в литературе XX века «окопной правде». Важнейшие его темы — военная и деревенская.
В 1957 году — первая публикация: рассказ «Радуга» опубликован в курском альманахе.
В 1958 году вышла его первая книга рассказов «На рыбачьей тропе».
В 1959 году он написал ставший впоследствии широко известным рассказ «Кукла».
В 1961 году поступил на Высшие литературные курсы в Москве. В 1962 году вернулся в Курск, стал профессиональным писателем.
Много печатался в журналах «Наш современник», «Новый мир», где вышли лучшие его рассказы и повести, занявшие достойное место в русской литературе.
Большой успех имела повесть «Усвятские шлемоносцы» (1980); в 1986 году под этим названием вышел сборник его повестей и рассказов; в том же году — книга очерков «На дальней станции сойду»; в 1989 году — книга рассказов для младших школьников «Где просыпается солнце»; в 1990 году — повести и рассказы «В чистом поле»; в 1992 году — книга рассказов для старших школьников «Красное вино победы».

## Сочинения
- 1983 — «Избранные произведения» (в двух томах). — М.: Советская Россия
- 1989 — «Избранные произведения» (в двух томах). — М.: Художественная литература

- 1957 — «Живое пламя»
- 1958 — «На рыбачьей тропе»
- 1959 — «Рассказы»
- 1959 — «Кукла»
- 1961 — «Тридцать зёрен»
- 1965 — «Где просыпается солнце?»
- 1968 — «В чистом поле за просёлком»
- 1971 — «Берега»
- 1971 — «Красное вино победы», сборник рассказов
- 1974 — «Мост»
- 1977 — «Шумит луговая овсяница»
- 1977 — «Усвятские шлемоносцы»
- 1985 — «Травой не порастёт»… Повесть, рассказы.
- 1990 — «В чистом поле»
- 2000 — «Вечерние стога». Рассказы, повесть.

## Фильмы
- «Пятый день осенней выставки». Режиссёр А. Разумовский. 1969.
- Короткометражный фильм «Варька» (ТО «Экран», 1971) по мотивам одноимённого рассказа. Режиссёр Т. Папастергиу.
- «Красное вино победы», поставлен режиссёром Эдуардом Дмитриевым в 1990 году.
- По повести «Усвятские шлемоносцы» снят кинофильм «Родник» (режиссёр А. Сиренко) и фильм-спектакль Куйбышевского академического театра драмы «Усвятские шлемоносцы» (1982 год, режиссёр П. Л. Монастырский).
- По лирическим рассказам Носова в 1981 году снят фильм «Цыганское счастье» (режиссёр C. П. Никоненко)
- «Объездчик. Особый случай». Киноальманах. Режиссёры: А. Бибарцев, Г. Нолль, В. Пендраковский в 1983 году. (По мотивам рассказа Е. Носова «Объездчик»).
- «Шопен. Соната номер два». Художественный фильм. Режиссёр К. Антропов.1993[3].

## Цитаты
Повествование и все описания Носова отличаются уравновешенностью. Его произведения посвящены в основном людям современной среднерусской деревни; время от времени он включает в ткань повествования эпизоды из времён Второй мировой войны. Герои повестей и рассказов Носова — это люди из народа, тесно связанные с природой. Носов описывает будничные события, в которых намечаются человеческие судьбы; ему лучше всего удаётся постепенное развитие характера или раскрытие его в ходе событий, ненавязчиво, шаг за шагом.

И как же Носов удерживался, чтобы не дать себя согнуть в заказную советскую казёнщину? Его сохраняла душевная чистота и природная недекларативная тихость: он и не претендовал отличиться перед начальством.

Надо было автору отдалиться на десятилетия общественного забытья воинов, оттеснения ветеранов, бесприютности фронтовиков, стыдливости за боевые ордена, уже не нужные, почти смешные, когда молодёжь в забаву пляшет около «вечного огня», молодым оркестрантам в изневолю исполнять траурный марш, и никому-никому не памятны, не известны высеченные на обелисках имена — малая доля их, кто по случайности не канул в полное беззвестье. Надо было пережить эти десятилетия, чтобы Носов сперва единожды описал нашего убитого, повисшего на немецкой колючей проволоке, у всех на глазах провисевшего так всю зиму.
— Александр Солженицын

## Премии и награды
- Герой Социалистического Труда (1990)[2]
- два ордена Ленина (1984, 1990)[5]
- два ордена Отечественной войны II степени (28.2.1945; 20.12.1987)
- два ордена Трудового Красного Знамени
- орден Красной Звезды (27.10.1944; был представлен к ордену Отечественной войны II степени))
- орден «Знак Почёта»
- медаль «За отвагу»[10] (10.10.1944)
- медаль «За победу над Германией в Великой Отечественной войне 1941—1945 гг.»[4]
- золотая медаль «Серп и Молот» (1990)[2]
- Государственная премия РСФСР имени М. Горького (1975) — за «Шумит луговая овсяница»
- премии журнала «Наш современник» (1973 год)
- премия «Литературной газеты» (1988 год)
- премия газеты «Правда» (1990 год)
- Международная премия имени М. А. Шолохова в области литературы и искусства (1996 год)
- премия журнала «Юность» (1997 год)
- премия «Москва — Пенне» (1998 год)
- премия имени А. П. Платонова «Умное сердце» (2000 год)
- премия Александра Солженицына (2001 год) — «…чьи произведения в полновесной правде явили трагическое начало Великой Отечественной войны, её ход, её последствия для русской деревни и позднюю горечь пренебрежённых ветеранов»
- пенсия Президента РФ (с 1995 года)
- Почётный гражданин Курска[3]

## Память
- Через три года после смерти писателя, в Курске, в небольшом сквере (на углу улицы Челюскинцев) неподалёку от дома, где жил Евгений Носов (ул. Блинова, 2/2), был установлен памятник работы мастерской курского скульптора, заслуженного художника РФ Владимира Бартенева.
- В 2004 году вступило в силу «Положение о премии губернатора Курской области в области литературы имени Е. И. Носова». Премия губернатора Курской области присуждается по результатам открытого литературного конкурса имени Евгения Носова. Конкурс проводится один раз в три года[11]